# Amt Seeheim
Das Amt Seeheim oder Amt Seeheim und Tannenberg war ein erbachisches und später hessisches Amt mit Sitz in Seeheim.

## Name und Funktion
Die Bezeichnung als Amt Seeheim und Tannenberg verweist auf die Burg Tannenberg. Die Burg Tannenberg (auch: Burg Dannenberg) war die Basis der Machtausübung im Gebiet. Im Rahmen der Territorialisierung bildete sich um die Burg das Amt Dannenberg oder Amt Tannenberg. Nach der Zerstörung der Burg wurde der Amtssitz nach Seeheim verlegt und das Amt als Amt Seeheim und Tannenberg oder Amt Seeheim bezeichnet.
In Mittelalter und Früher Neuzeit waren Ämter eine Ebene zwischen den Gemeinden und der Landesherrschaft. Die Funktionen von Verwaltung und Rechtsprechung waren hier nicht getrennt. Dem Amt stand ein Amtmann vor, der von der Landesherrschaft eingesetzt wurde. Das bis zum Aussterben der Erbacher Linie der Schenken 1503 sowohl die Erbacher, als auch die Fürstenauer Linie des Hauses Erbach Eigentümer waren, hatte bis dahin jede Linie hier einen eigenen Amtmann eingesetzt. 

## Geschichte
Für die frühe Besitzgeschichte des Amtes siehe Geschichte. Es hatte sich eine Ganerbschaft gebildet, die im Jahr 1382 werden dann insgesamt siebzehn Ganerben umfasste. Hauptbesitzer mit 5/12 waren 1377 die Schenken von Erbach. Bei der Zerstörung der Burg 1399 stand Erbach auf der Seite der Belagerer. 
In einem Rezess vereinbarten die Landgrafschaft Hessen und die Herrschaft Erbach 1410, die Gebiete rund um Seeheim und Bickenbach aufzuteilen. Danach erhielt die Herrschaft Erbach die Burg Tannenberg und die Gebiete des späteren Amtes Seeheim als hessisches Lehen. Die Zentgerichtsbarkeit der Cent Jugenheim blieb bei Hessen. Im Landshuter Erbfolgekrieg (1504/05) besetzte Hessen diese Gebiete wieder. 1527 kam es zu einem erneuten Vergleich. Landgraf Philipp I. (der Großmütige) trat darin das Amt Seeheim und den hessischen Anteil der Burg Tannenberg an Schenk Eberhard von Erbach ab.
Am 15. Dezember 1714 verkaufte Graf Georg Albrecht von Erbach das Amt Seeheim und Tannenberg an Landgraf Ernst Ludwig von Hessen-Darmstadt für 221.750 Gulden.

## Bestand
| 1783                       | 1806            | Anmerkung                                          |
| -------------------------- | --------------- | -------------------------------------------------- |
| Balkhausen mit Quattelbach | Balkhausen      |                                                    |
| Beedenkirchen              | Beedenkirchen   | Wird 1440 als Teil von Amt Lichtenberg aufgeführt. |
| Bickenbach                 | Bickenbach      |                                                    |
|                            | Hartenau        | heute: Hartenauer Hof bei Bickenbach               |
| Jugenheim                  | Jugenheim       |                                                    |
| Malchen                    | Malchen         | Gehört 1430 zur Kellerei Lichtenberg               |
|                            | Ober-Beerbach   |                                                    |
|                            | Schmal-Beerbach |                                                    |
|                            | Schneidmühle    | Vermutlich ein Einzelgehöft                        |
| Seeheim                    | Seeheim         | Wird 1440 als Teil von Amt Lichtenberg aufgeführt. |
| Staffel                    | Staffel         |                                                    |
|                            | Stettbach       |                                                    |
| Wurzelbach                 |                 |                                                    |

Langwaden gehörte ursprünglich zum Amt wurde aber 1621 von Erbach an Hessen verkauft. Neben diesen Orten, an denen Erbach die Vogtei hatte, wurden vom Amt noch Gefälle in anderen, benachbarten Orten, vor allem in Groß-Rohrheim, wo Erbach 40 Hofstellen besaß, verwaltet.

## Ende
Mit dem Zusammenbruch der alten Ordnung in der Folge der Französischen Revolution musste sich auch die Landgrafschaft Hessen-Darmstadt neu organisieren, vor allem die durch Säkularisation und Mediatisierung hinzugewonnenen Gebiete in den Staat integrieren. Aus den Gebieten südlich des Mains, die nun zur Landgrafschaft gehörten, wurde das Fürstentum Starkenburg (später: Provinz Starkenburg) gebildet, in dem auch das Amt Seeheim lag.
Mit der Ausführungsverordnung vom 9. Dezember 1803 wurden die Zentgerichte aufgehoben und die Gerichtsbarkeit erster Instanz Instanz in Zivilsachen bei den Ämtern konzentriert. Mit der Ausführungsverordnung vom 9. Dezember 1803 wurde weiter das Gerichtswesen der beiden oberen Instanzen neu organisiert. Für das Fürstentum Starkenburg wurde das „Hofgericht Darmstadt“ Gericht der zweiten Instanz für Zivilsachen. Zuständig war es weiter erstinstanzlich für standesherrliche Familiensachen und Strafsachen. Ihm übergeordnet war das Oberappellationsgericht Darmstadt. 
1806 wurde die Landgrafschaft Hessen-Darmstadt zum Großherzogtum Hessen.
1821 kam es zu einer Justiz- und Verwaltungsreform. Mit ihr wurden nun auch auf unterster Ebene Gericht und Verwaltung getrennt. Für die bisher in den Ämtern wahrgenommenen Verwaltungsaufgaben wurden Landratsbezirke geschaffen, für die erstinstanzliche Rechtsprechung Landgerichte. Die Aufgaben des aufgelösten Amtes Seeheim übernahm der Landratsbezirk Bensheim und das Landgericht Zwingenberg.

## Amtmänner
- 1694 bis 1701 war Johann Ludwig Fichardt Amtmann in Seeheim.[5]
- 1735 bis 1752 war Georg Alexander Campen Amtmann in Seeheim.[6]
- 1752 bis 1756 war Gottlieb Christoph Lichtenberg Amtmann in Seeheim.[7]
- 1757 bis 1761 war Carl Franz Strecker Amtmann in Seeheim.[8]
- 1762 bis 1769 war Friedrich Theophil Schmidt Amtmann in Seeheim.[9]
- 1769 bis 1788 war Johann Christoph Pistor Amtmann in Seeheim.[10]
- 1788 bis 1816 war dessen Sohn Johann Ludwig Pistor Amtmann in Seeheim.[11]

## Amtshaus

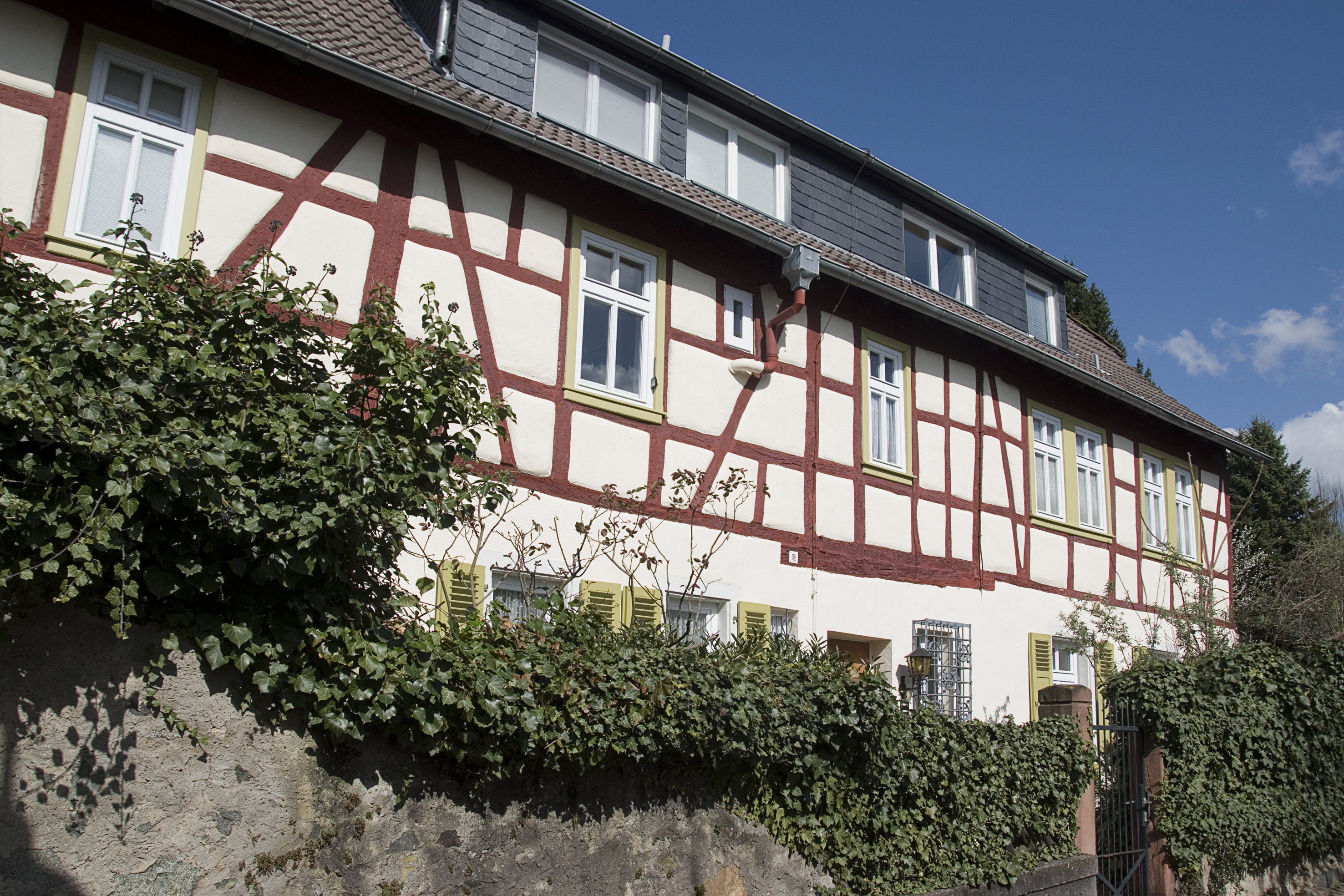
Ehemaliges Amtshaus Seeheim

Das alte Amtshaus wurde ab dem 14. Jahrhundert erbaut. Ursprünglich war die Burg Tannenberg Verwaltungsmittelpunkt. Nach der Zerstörung der Tannenburg im Jahr 1399 wurde ein neuer Sitz für den Amtmann im Amt Seeheim benötigt. Das Amtshaus war das Wohngebäude des Amtmanns und Teil eines Komplexes aus Wirtschaftsgebäuden, Stallungen, Keller und Zehntscheuer. 
Koordinaten: 49° 45′ 50,6″ N, 8° 38′ 54,5″ O

## Wissenswert
Die im letzten Drittel des 16. Jahrhunderts von Johann Kleinschmidt, Kanzler des Landgrafen Georg I. von Hessen-Darmstadt, zusammengestellte Sammlung Landrecht der Obergrafschaft Katzenelnbogen galt auch in allen Gemeinden des Amtes Seeheim als Partikularrecht, subsidiär ergänzt durch das Gemeine Recht, bis ans Ende des 19. Jahrhunderts. Erst das Bürgerliche Gesetzbuch, das einheitlich im ganzen Deutschen Reich galt, setzte zum 1. Januar 1900 das alte Partikularrecht außer Kraft.

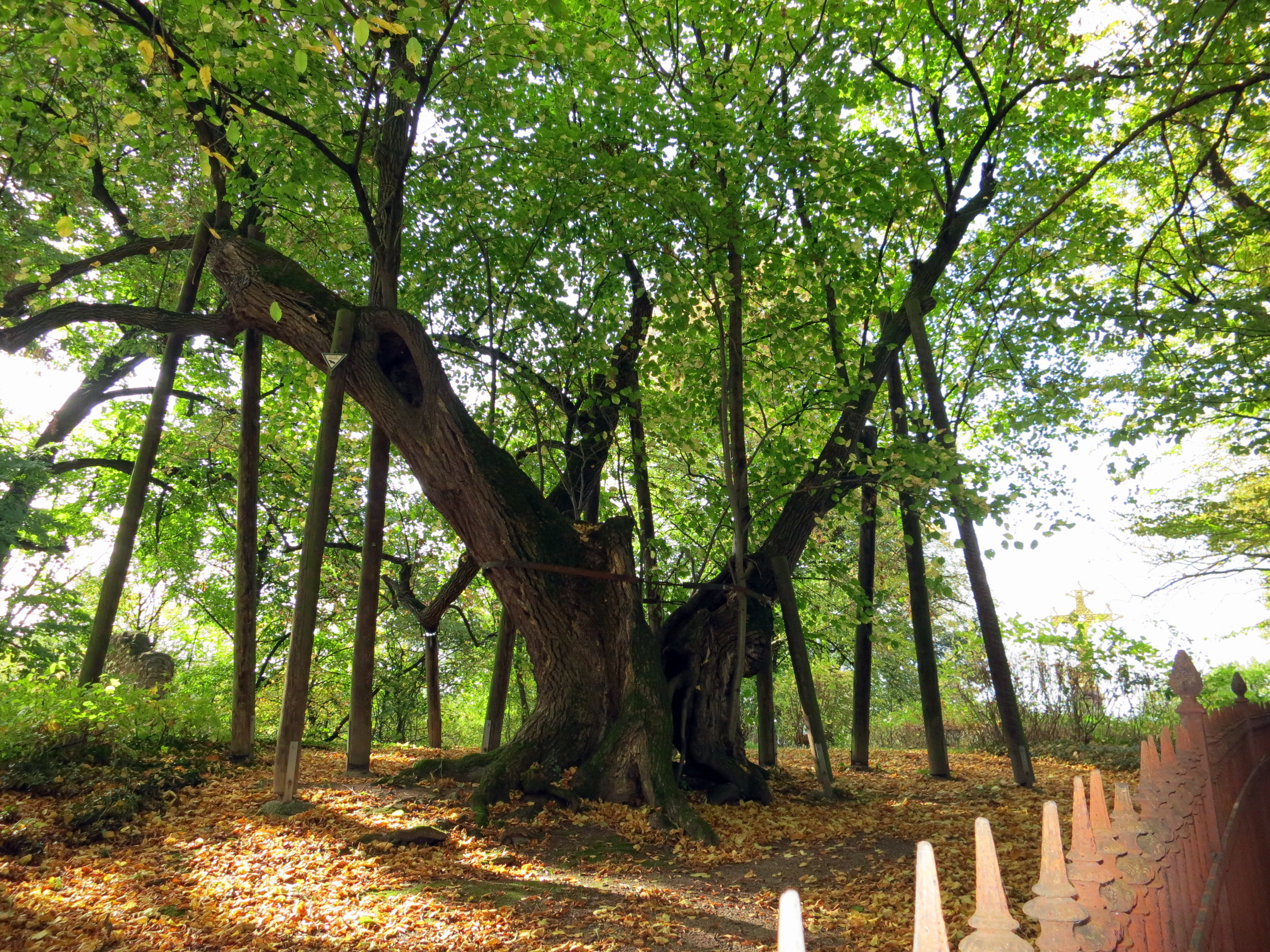
Zentlinde

Die ehemalige Gerichtslinde mit ruinenhaftem Stamm hat eine Höhe etwa 19 Meter und ein Alter von etwa 800 Jahren. Sie befindet sich neben der Klosterruine Heiligenberg und steht als Naturdenkmal unter Schutz, siehe Liste der Naturdenkmale in Seeheim-Jugenheim.